# غل تبة طغامين (طغامين)
غل تبة طغامین (بالفارسية: گل تپه طغامین) هي قرية تقع في إيران في قسم طغامین الريفي. يقدر عدد سكانها بـ 260 نسمة .